# Episodi de Il trenino Thomas (quarta stagione)
La quarta stagione de Il trenino Thomas è stata distribuita inizialmente in VHS da Video Collection International in Regno Unito nel 1994, e in televisione è stata trasmessa in prima visione su Cartoon Network dal 4 marzo all'8 aprile 1996. In Italia è stata trasmessa su Playhouse Disney e JimJam.
| N° | Titolo originale                   | Titolo italiano                | Prima TV UK    |
| -- | ---------------------------------- | ------------------------------ | -------------- |
| 1  | Granpuff                           | Vecchio sbuffo                 | 4 marzo 1996   |
| 2  | Sleeping Beauty                    | La bella addormentata          | 5 marzo 1996   |
| 3  | Bulldog                            | Bulldog                        | 6 marzo 1996   |
| 4  | You Can't Win                      | Non mi batti!                  | 7 marzo 1996   |
| 5  | Four Little Engines                | Quattro piccole locomotive     | 8 marzo 1996   |
| 6  | A Bad Day for Sir Handel           | Una giornata no per Sir Handel | 11 marzo 1996  |
| 7  | Peter Sam and the Refreshment Lady | Peter Sam e la ristoratrice    | 12 marzo 1996  |
| 8  | Trucks!                            | Carri!                         | 13 marzo 1996  |
| 9  | Home at Last                       | Finalmente a casa              | 14 marzo 1996  |
| 10 | Rock 'n' Roll                      | Rock 'n' Roll                  | 15 marzo 1996  |
| 11 | Special Funnel                     | Una ciminiera speciale         | 18 marzo 1996  |
| 12 | Steam Roller                       | George il rullo compressore    | 19 marzo 1996  |
| 13 | Passengers and Polish              | Niente lucidatura per Duncan   | 20 marzo 1996  |
| 14 | Gallant Old Engine                 | La locomotiva coraggiosa       | 21 marzo 1996  |
| 15 | Rusty to the Rescue                | La locomotiva delle campanelle | 22 marzo 1996  |
| 16 | Thomas and Stepney                 | Thomas e Stepney               | 25 marzo 1996  |
| 17 | Train Stops Play                   | Partita interrotta             | 26 marzo 1996  |
| 18 | Bowled Out                         | L'automotrice diesel           | 27 marzo 1996  |
| 19 | Henry and the Elephant             | Henry e l'elefante             | 28 marzo 1996  |
| 20 | Toad Stands By                     | Il piano di Toad               | 29 marzo 1996  |
| 21 | Bulls Eyes                         | Occhi di bue                   | 1º aprile 1996 |
| 22 | Thomas and the Special Letter      | Una lettera speciale           | 2 aprile 1996  |
| 23 | Paint, Pots and Queens             | Arriva la regina               | 3 aprile 1996  |
| 24 | Fish                               | Che puzza di pesce!            | 4 marzo 1996   |
| 25 | Special Attraction                 | Attrazione speciale            | 5 aprile 1996  |
| 26 | Mind That Bike                     | Tom Tipper il postino          | 8 aprile 1996  |

## Vecchio sbuffo
Thomas racconta la storia di Duke, una vecchia locomotiva a scartamento ridotto che era ammirata dalle giovani locomotive Stuart e Falcon. Purtroppo, la sua ferrovia chiude, le altre locomotive vengono vendute, ma lui viene chiuso nel suo deposito.

## La bella addormentata
Thomas finisce di raccontare la storia di Duke. Tempo dopo la chiusura della sua ferrovia, dei ricercatori cercano Duke, ma il suo deposito è da tempo ricoperto da erba e muschio. Fortunatamente, Duke viene trovato quando un ricercatore sfonda il tetto del suo deposito, e successivamente salvato.

## Bulldog
Falcon deve trainare un treno merci con Duke sulla linea di montagna. Falcon non fa attenzione a dove va, e finisce per penzolare da una rupe con Duke che cerca di tirarlo indietro. Fortunatamente ci riesce, e Falcon si scusa con Duke.

## Non mi batti!
Duke non si sente bene, e Stuart lo prende in giro per quello. Poco dopo, Duke è troppo malato per portare il treno passeggeri da solo, e necessita l'aiuto da parte di Stuart e Falcon; però, ha ancora abbastanza energia per fare uno scherzo a Stuart. Quindi, si mette a spingere più forte che può, e un padre e un bambino pensano che sia Stuart quello in panne.

## Quattro piccole locomotive
Sulla ferrovia a scartamento ridotto di Sodor, Sir Handel viene spinto fuori dai binari dalle carrozze, rendendolo fuori uso. Invece, Skarloey cerca di fare un'ottima corsa e rompe il suo ammortizzatore anteriore, ma riesce comunque a portare i passeggeri in stazione.

## Una giornata no per Sir Handel
Skarloey e Rheneas sono oberati di lavoro, così la loro ferrovia compra Stuart e Falcon, e li rinomina Sir Handel e Peter Sam. Ma Sir Handel è di pessimo umore e continua a brontolare, finendo per deragliare. Perciò, viene chiuso al deposito.

## Peter Sam e la ristoratrice
Peter Sam è contento del suo lavoro sulla sua linea, ma Henry si lamenta del fatto che è sempre in ritardo e lo minaccia, dicendogli che se non arriverà in tempo partirà senza di lui. Perciò, Peter Sam è frettoloso e parte senza la ristoratrice. La ristoratrice lo recupera più tardi, e la locomotiva scopre che Henry lo diceva per scherzare.

## Carri!
Intanto che Skarloey deve essere riparato, una piccola locomotiva diesel di nome Rusty viene a sostituirlo. In ogni caso, Sir Handel non vuole lavorare e Gordon gli suggerisce di fingersi malato. Il piano funziona. Però, quando Peter Sam sta smistando i carri di Sir Handel alla cava di ardesia, dei carri lo confondono con Sir Handel e gli provocano un incidente, ammaccandolo e rompendogli la ciminiera.

## Finalmente a casa
Skarloey torna a casa dopo essere riparato e incontra Rusty. Peter Sam gli racconta di Duncan, una nuova locomotiva maleducata e spensierata, che Skarloey deve andare a soccorrere dopo essere rimasto bloccato in una galleria.

## Rock 'n' Roll
Duncan è arrabbiato perché Rusty, che è un diesel, gli dà sempre consigli, per la maggior parte giusti. Con un consiglio di James, Duncan se ne va per conto suo e causa problemi, finisce per deragliare ad una curva. Rusty viene in suo soccorso, e Duncan si scusa per la sua maleducazione.

## Una ciminiera speciale
La ciminiera di Peter Sam è danneggiata dall'incidente con i carri di ardesia. Gli è stata promessa una nuova ciminiera, ma inizia a perdere le speranze, quando un ghiacciolo gli stacca la vecchia ciminiera, e il suo fuochista usa al suo posto un vecchio tubo di scolo. Fortunatamente, la sua nuova ciminiera arriva e le altre locomotive sono invidiose.

## George il rullo compressore
Skarloey racconta a Sir Handel del rullo compressore George, che detesta le ferrovie e vorrebbe trasformarle in strade. Sir Handel giura che gliela farà pagare a quel rullo, però lui e George sono altamente irascibili e il rullo finisce per andare a sbattere contro i vagoni della locomotiva.

## Niente lucidatura per Duncan
Duncan perde la calma quando Skarloey viene lucidato due volte ma lui no, e non fa altro che lamentarsi. Duncan è di cattivo umore, e per peggiorare le cose, si ferma in mezzo al viadotto. Perciò, Skarloey viene a portarlo via dal viadotto e farlo andare in stazione.

## La locomotiva coraggiosa
Skarloey racconta a Duncan la storia del fratello Rheneas, che anche se si era guastato era arrivato in stazione in tempo ed ha salvato la ferrovia dalla chiusura. Alla fine, Rheneas torna a casa e tutte le locomotive festeggiano.

## La locomotiva delle campanelle
Quando Rusty sente che c'è bisogno di una locomotiva per la linea delle campanelle, dei fiori inglesi assomiglianti alle campanule italiane, prende ispirazione da Douglas quando ha salvato Oliver e va a cercare una locomotiva che cerca di scappare dalla rottamazione, trovando Stepney. Rusty cerca di essere cauto e veloce, e riesce a portarlo in salvo.

## Thomas e Stepney
Thomas si ingelosisce quando Stepney, la nuova locomotiva che ha trovato Rusty, sta visitando l'isola prima di iniziare a lavorare, e riceve più attenzioni di lui. Le cose vanno solo per peggiorare, quando quella sera viene fatto deviare perché Stepney deve pasare con un treno speciale. Il giorno dopo, Stepney si scusa con Thomas per l'accaduto, dicendo che doveva passare perché c'era un passeggero speciale. Thomas, non più arrabbiato o geloso, capisce la situazione, e si mette a raccontare a Stepney della sua linea secondaria.

## Partita interrotta
Mentre il macchinista e il fuochista di Stepney guardano una partita di cricket, un giocatore colpisce la palla talmente forte che la lancia in un carro di Stepney. Perciò, i giocatori inseguono Stepney con la loro vecchia auto Caroline. Fortunatamente, lo raggiungono in tempo e recuperano la palla.

## L'automotrice diesel
La visita di Stepney si sta per concludere, e arriva un nuovo visitatore, un'automotrice diesel altezzoso che insulta le locomotive a vapore, ma rende ridicolo quando risucchia dalla presa ad aria la bombetta di un ispettore. Perciò, Duck e Stepney si offrono di portare il treno che avrebbe dovuto portare l'automotrice.

## Henry e l'elefante
A Sodor arriva il circo e Henry e Gordon sono sconvolti dal fatto che non sono loro a dover tirare il treno del circo. Più tardi, Henry sta lavorando e viene chiamato a indagare su un blocco nella sua galleria. Appena dentro la galleria, trova un elefante, probabilmente scappato alla troupe del circo, che schizza Henry con dell'acqua.

## Il piano di Toad
Quando Oliver torna sui binari dopo l'incidente con la piattaforma girevole, i carri merci, guidati da S.C.Ruffey, lo prendono in giro cantando canzoni stupide su di lui. Toad si consulta con Douglas e poi con Oliver sul suo piano per fare stare zitti i vagoni. Presto, Oliver fa a pezzi S.C.Ruffey, con grande orrore dei carri. S.C.Ruffey ha imparato la lezione, ma non dice niente.

## Occhi di bue
Daisy prende in giro i cacciapietre di Toby, dicendo che ce li ha solo perché lui ha paura di farsi male. Daisy si vanta anche di poter mandare via una mucca che blocca i binari in poco tempo. Tuttavia, quando un toro di nome Champion blocca i binari per davvero, scopre che non basta un comando per mandarlo via. Infatti, ci impiegherà un bel po', e Daisy, fortunatamente, impara la lezione.

## Una lettera speciale
Dopo aver terminato il suo ultimo viaggio della giornata, Thomas vede diverse locomotive sfilare, chiedendosi il motivo. Quella sera, Pallone Gonfiato legge una lettera di una bambina che chiede alle locomotive di visitare la grande città sulla terraferma. Thomas diventa presuntuoso e rischia di mettere a repentaglio il suo viaggio quando esce dai binari e va a sbattere contro un muretto di mattoni. Fortunatamente, viene riparato in tempo per poter andare con le altre locomotive sulla terraferma.

## Arriva la Regina
Thomas e Gordon stanno tornando al deposito dopo aver salvato Thomas da una buca alla miniera. Quando Sua Maestà la Regina Elisabetta II del Regno Unito pianifica di visitare l'isola di Sodor, Thomas e Gordon hanno rimediato alle loro disgrazie e si mettono a lavorare dopo l'incidente del vanaglorioso Henry con della vernice.

## Che puzza di pesce!
Al convoglio dell'Aringa Volante vengono aggiunti vagoni, e Duck deve aiutare Henry a trainare il treno perché è troppo pesante per lui. Tuttavia, un fanale fissato male impedisce la corretta visibilità a Duck, che accelera più di quanto avrebbe dovuto, distruggendo dei vagoni.

## Attrazione speciale
Dopo che Toby perde l'opportunità di partecipare ad una festa, Percy viene mandato a lavorare al porto per occuparsi dei vagoni dispettosi e di Bulstrode, una barca fastidiosa. Però, mentre smista i carri, la locomotiva distrugge un respingente e fa finire tutti i vagoni su Bulstrode.

## Tom Tipper il postino
Il postino Tom Tipper è triste perché il suo capo decide che il suo furgone della posta va rimpiazzato da una bicicletta. Percy, per sbaglio, schiaccia la bicicletta di Tom Tipper perché non si era accorto che era appoggiata ai suoi carri della posta. Siccome il postino non può lavorare senza un veicolo, a Tom viene ridato il suo furgone della posta.

## Distribuzione home video
La stagione viene distribuita in Italia via home video dalla Dynit, attraverso 2 DVD. I DVD sono:
- La bella addormentata
- Arriva la Regina